# Bernard Chauveau Éditeur
Bernard Chauveau Éditeur est une maison d'édition française de livres d'art fondée par Bernard Chauveau le 4 septembre 2002. Elle s'est spécialisée dans les coéditions de catalogues d'expositions pour les musées et les institutions patrimoniales, dans l'édition des livres d'art, de livres d'artiste. Elle édite aussi des objets d'art en éditions limitées.

## Histoire des éditions
Créée en septembre 2002, la maison d’édition Bernard Chauveau a pour ligne principale la publication de collections de livres d’illustrations touchant au domaine de l'architecture, des arts décoratifs modernes et contemporains, des beaux-arts, du design et de la mode. 
Pour ce faire, la maison d'édition « recherche la meilleure qualité d'impression et d’exécution en utilisant les savoir-faire des métiers d’art du livre (pochoir, phototypie, papier d’art…). »
Après sa première publication en 2004, Bernard Chauveau Éditeur a commencé à former sa notoriété en 2005 à la suite de la publication du coffret en six volumes Les Gouaches découpées de la chapelle de Vence avec reproductions au pochoir présentant les papiers découpés de Matisse créés pour la chapelle de Vence de 1948 à 1951.
En 2015 la maison d'édition publie ses titres sous six collections d’ouvrages : « Couleurs Contemporaines », « Les Cahiers », « Cahiers et Couleurs », « Regard d'artiste », « Un photographe / un territoire » et « Cher… ».

## Galerie
Depuis sa création, Bernard Chauveau a collaboré dans son activité de galerie avec plusieurs créateurs tels les artistes plasticiens Pierrette Bloch, Philippe Favier, Fabrice Hyber, Alex Katz, Claude Lévêque, Vera Molnar, Giuseppe Penone, Françoise Pétrovitch, Anne et Patrick Poirier, Claire Trotignon, Bernar Venet, Lawrence Weiner,Lionel Sabatté et les designers Atelier BL 119, François Azambourg, Pierre Charpin, Odile Decq, David Dubois, Régis Mayot, Nestor Perkal, Cédric Ragot, Hellène Gaulier.

## Expositions (sélection)
- 2015
  - Drawing Now, Paris
  - Art Paris, Art Fair
  - EAB Fair, New York
  - Salon MAD, Paris
- 2014
  - Art Brussels
  - Slick Art Fair, Paris
  - Summa Art Fair, Madrid
  - Salon SOON, Paris
- 2013
  - EAB Fair, New York
  - Slick Art Fair, Paris
- 2012
  - EAB Fair, New York City
  - Slick Art Fair, Paris
  - Salon Révélations

## Publications (sélection)
- Collectif (coordination Sylvie Andreu), Chère Camille. 18 lettres à Camille Claudel, 2016  (ISBN 978-2-36306-160-7)
- Philippe Dagen et Paul Ripoche (trad. du français), Champion Métadier : [exposition, Gravelines, Musée du dessin et de l'estampe originale, 16 mai-20 septembre 2015], Paris / Gravelines, Bernard Chauveau Éditeur / Musée du dessin et de l'estampe originale de Gravelines, mai 2015, 144 p. (ISBN 978-2-36306-146-1, présentation en ligne)
- Christian Jaccard (trad. du français), Signa Mentis, Paris, B. Chauveau / Musée de Picardie-Musées d'Amiens métropole, novembre 2014, 272 p. (ISBN 978-2-36306-125-6, présentation en ligne)
- Sylvie Andreu, Cher Corbu… : Douze architectes écrivent à Le Corbusier, Paris, Bernard Chauveau éditeur / Couleurs contemporaines, novembre 2014, 48 p. (ISBN 978-2-36306-132-4, présentation en ligne)
- Dominique Chateau (trad. du français), Christian Jaccard, Énergies dissipée, Paris, B. Chauveau, novembre 2011, 128 p. (ISBN 978-2-915837-91-9, présentation en ligne)
- Odile Decq, Macro : Edition limitée, Paris, 15 octobre 2010, 6 p. (ISBN 978-2-915837-84-1, présentation en ligne)
- Pierre Doze (trad. du français), David Dubois - Une chambre à la Villa Noailles, Paris, B.Chauveau, 19 février 2008, 32 p. (ISBN 978-2-915837-23-0, présentation en ligne)
- Eric Troncy, Pierre Hardy: Success is a job in Paris, Paris, 1er mars 2007, 32 p. (ISBN 978-2-915837-13-1, présentation en ligne)
- Hilton McConnico, Extravagance, Paris, 20 mars 2007, 32 p. (ISBN 978-2-915837-16-2, présentation en ligne)
- Olivier Reneau, Christophe Pillet, Paris, 29 septembre 2005, 128 p. (ISBN 978-2-915837-05-6, présentation en ligne)
- Collection des gouaches découpées de la chapelle de Vence, Paris, 2005, 120 p. (ISBN 978-2-915837-04-9, présentation en ligne)